# El Maset (Masquefa)
El Maset és una urbanització al sud-oest del municipi de Masquefa, a la comarca de l'Anoia, situada a la falda del turó dels Ametllers i per sota el torrent de la Fontsanta, al sud del cap del municipi, amb el qual està comunicat per un vial. També comunica amb la carretera BV-2241, de Masquefa a Sant Sadurní d'Anoia. Per la part meridional, el Maset enllaça amb la urbanització de Can Quiseró. Amb 778 residents censats l'any 2005, era el tercer nucli més poblat del terme, després del poble de Masquefa, cap del municipi, i de la urbanització de Can Parellada. La festa major del Maset és els dies 11, 12 i 13 d'agost.